# Felice Beato
Felice Beato (Venècia, 1832 – Florència, 29 de gener de 1907), va ser un fotògraf britànic d'origen italià. Fou un dels primers fotógrafs a realitzar imatges a l'Extrem Orient i un dels primers fotògrafs de guerra.
És famós pels seus retrats, fotografies d'arquitectura i paisatges d'Àsia i del Mediterrani.
Els seus viatges a moltes terres li van donar l'oportunitat de crear imatges poderoses i duradores de diversos països, persones i esdeveniments que no eren familiars per a la majoria de les persones en Europa i Amèrica del Nord. Els seus treballs proveeixen imatges de crucial importància sobre la Rebel·lió de l'Índia de 1857 i la Segona Guerra de l'Opi, representant les seves fotografies la primera obra substancial del que es convertiria en el periodisme fotogràfic. El seu treball va tenir un impacte significatiu a la fotografia de l'època, i la seva influència en Japó, on va treballar amb nombrosos fotògrafs i artistes fent simultàniament les vegades de mestre a causa de la seva experiència, va ser particularment profunda i duradora.

## Orígens i identitat
Els seus orígens de naixement i identitat són assumptes problemàtics i amb diverses versions.
Basant-se en la sol·licitud per a un passaport que va fer el 1858, va haver d'haver nascut entre el 1833 i 1834 a l'Illa de Corfú. És probable que al començament de la seva vida Beato i la seva família es varen mudar a Corfú, en aquell temps part del protectorat britànic de les Illes Jòniques, i així Beato era un súbdit britànic. Anteriorment, Corfú havia estat una possessió veneciana fins a 1814 –el que explica que moltes fonts es refereixin a Beato com venecià o italià–, quan va ser adquirida per Gran Bretanya i posteriorment cedida a Grècia el 1864. Una línia de la família Beato es recorda per haver-se traslladat a Corfú al segle xvii i va ser una de les famílies nobles de Venècia, que va governar l'illa durant la República de Venècia.
Un certificat de defunció descobert el 2009 mostra que Beato va néixer a Venècia el 1832 i va morir el 29 de gener de 1909 a Florència. El certificat de defunció indica també que era un súbdit britànic.
Perquè suposadament treia fotografies al mateix temps en llocs tan distants com Egipte i Japó, s'acceptava àmpliament la idea de l'existència de diversos fotògrafs que signaven com Felice Antonio Beato o Felice A. Beato. Tanmateix, el 1983 es va demostrar per Chantal Edel, que les mencionades denominacions es referien col·lectivament a ell i al seu germà, Antonio Beato (que també era fotògraf), els qui de vegades treballaven junts, compartint una mateixa signatura. La confusió sobre les signatures continua creant problemes a la identificació del fotògraf que va prendre unes certes imatges. Sembla que Felice era el seu nom original. Tanmateix, tendia a preferir Felix. Durant la seva vida es refereix sovint en la premsa com «Signor Beato», i el seu cognom era sovint mal escrit («Beat», «Beatto», etc.).

### Mediterrani, Crimea i l'Índia

Interior del Secundra Bagh després de la massacre de 2.000 rebels efectuada pel 93è d'Highlanders i el 4t Regiment de Punjab.

Poc se sap sobre el seu primerenc desenvolupament professional, encara que es diu que va comprar la seva primera i única càmera fotogràfica a París el 1851. Probablement va conèixer el fotògraf britànic James Robertson a Malta el 1850 i l'ho va acompanyar a Constantinoble a l'any següent. El 1853, van començar a fotografiar plegats, i en aquest mateix any o el 1854, quan Robertson va obrir un estudi fotogràfic a Pera, Constantinoble, van formar una societat comercial nomenada Robertson & Beato. Tots dos, acompanyats d'Antonio, van realitzar expedicions fotogràfiques a Malta el 1854 o 1856, i a Grècia i Jerusalem el 1857. Una part de les fotografies de la societat preses a la dècada de 1850 estan signades com Robertson, Beato and Co., i es creu que aquest and Co. es refereix a Antonio Beato.
Cap a finals de 1854 o a començaments de 1855, Robertson es va casar amb la germana dels Beato, Leonilda Maria Matilda Beato. Van tenir tres filles, Catherine Grace (nascuda el 1856), Edith Marcon Vergence (nascuda el 1859) i Helen Beatruc (nascuda el 1861).
L'any 1855, Beato i Robertson van viatjar a Balaklava, Crimea, on van realitzar la cobertura de la Guerra de Crimea, continuant la feina del fotògraf anglès Roger Fenton que havia deixat la zona. Van fotografiar també la caiguda de Sebastòpol al setembre d'aquell any amb unas 60 imatges.
El febrer de 1858, va arribar a Calcuta i va començar a viatjar per tot el nord de l'Índia, documentant les conseqüències de la Rebel·lió de l'Índia de 1857. Durant aquest temps va produir, les que possiblement hagin estat, les primeres imatges de cadàvers a la història. Es creu que almenys en una de les seves fotografies preses en el palau de Secundra Bagh, a Lucknow, va desenterrar o d'alguna manera va modificar restes esquelètiques de rebels indis per intensificar l'impacte dramàtic de la fotografia. També va ser a les ciutats de Delhi, Campore, Meerut, Benarés, Amritsar, Agra, Shimla i Lahore. Antonio, que s'havia unit a Felice al juliol de 1858, va abandonar l'Índia probablement per raons de salut al desembre de 1859, i el 1860 va viatjar a l'Egipte, on va establir un estudi fotogràfic el 1862 a Tebas.

## Xina
L'any 1860, Felice va abandonar la societat de Robertson & Beato, encara que Robertson va continuar utilitzant el nom fins a 1867. Felice va viatjar des de l'Índia a la Xina per fotografiar l'expedició militar anglès - francesa durant la Segona Guerra de l'Opi. Va arribar a Hong Kong el mes de març, i immediatament va començar a fotografiar la ciutat i els seus voltants, arribant també a Canton. Les seves fotografies són de les primeres preses a la Xina.
A Hong Kong va conèixer a Charles Wirgman, un artista i corresponsal del Illustrated London News. Tots dos van acompanyar les forces anglo-franceses viatjant en direcció nord cap a la badia de Talien, després a Pehtang i als forts de Taku a la desembocadura del riu Hai, continuant cap a Pequín i al proper Palau d'Estiu. Les il·lustracions de Wirgman (i d'altres) per al Illustrated London News sovint derivaven de les fotografies de Beato preses en diferents punts d'aquesta ruta.

### Forts de Taku

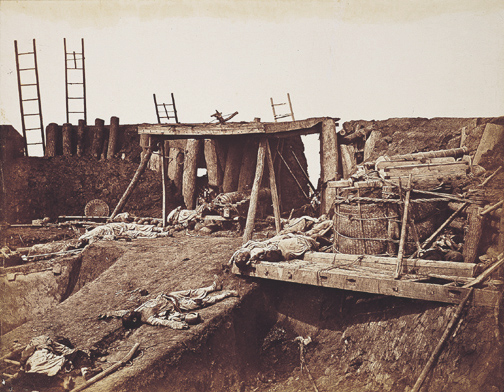
Angle interior del Fort Nord immediatament després de la seva captura, 21 d'agost de 1860.

Les seves fotografies sobre la Segona Guerra de l'Opi són les primeres de documentar una campanya militar conforme es desenvolupava. Això ho va fer mitjançant una sèrie d'imatges datades i relacionades. Les seves fotografies dels forts de Taku representen aquesta aproximació a petita escala, formant una recreació narrativa de la batalla. La seqüència de fotografies mostra l'acostament als forts, els efectes dels bombardejos en les parets exteriors i fortificacions, i finalment la devastació dintre de les edificacions, incloent-hi cossos sense vida de soldats xinesos. Les imatges no van ser preses en aquest ordre perquè els fotògrafs havien de fer el seu treball abans que s'enduguessin els cadàvers; solament aleshores va tenir la possibilitat de capturar d'altres vistes de l'interior i l'exterior dels forts. A l'àlbum on estan desades les fotografies d'aquest esdeveniment, aquelles estan situades de tal manera que recreen la seqüència de la batalla.

Les fotografies de xinesos morts –mai no va fotografiar a britànics o francesos morts– i la seva manera de produir-les revelen els aspectes ideològics del periodisme fotogràfic. El doctor David F. Rennie, un membre de l'expedició, va anotar a les seves memòries:
| « | Vaig caminar prop de les muralles del costat oest. Estaven densament cobertes de morts a l'angle nord-oest trenta es trobaven en un grup prop d'un canó. El senyor Beato estava allà amb gran exaltació, caracteritzant el grup com «bonic» i pregant que ningú no interfereixi fins ésser capturat per la seva càmera fotogràfica, i això va ser portat a terme uns minuts més tard.... | » |

Les fotografies resultants són una poderosa representació militar del poder imperialista britànic, no considerades menys pels compradors de les imatges: soldats britànics, administradors colonials, comerciants i turistes. A Gran Bretanya, les fotografies van ser utilitzades per justificar les Guerres de l'Opi i van brindar coneixement al públic sobre la cultura que existia a l'Extrem Orient.

### Palau d'Estiu

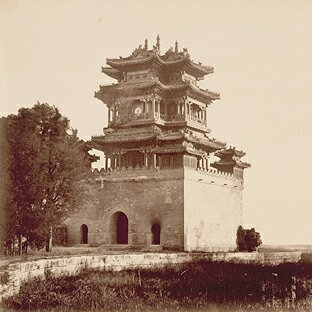
Estudi de la Prosperidad Literaria, Jardí de les Ones Clares, abans de la seva destrucció.

A la rodalia de Pequín, va prendre fotografies en el Palau d'Estiu, Qingyi Yuan (Jardí de les Ones Clares), una finca privada de l'emperador xinès, que comprenia pavellons palatins, temples, un gran llac artificial i jardins. Algunes d'aquestes fotografies, preses entre el 6 i el 18 d'octubre de 1860, van captar imatges úniques d'edificis que van ser saquejats per les forces anglo-franceses a partir d'aquesta primera data. El 18 i 19 del mateix mes, el palau va ser cremat segons les ordres de James Bruce, 8è comte d'Elgin i 12è comte de Kincardine, com a represàlia contra l'emperador, per la tortura i assassinat de vint membres d'un grup diplomàtic aliat. Entre les últimes fotografies que va prendre a la Xina, hi havia retrats de Lord Elgin, que havia viatjat a la capital xinesa per signar la Convenció de Pequín, i del Príncep Gong, que va signar en nom del seu germà, l'Emperador Xianfeng.

## Regne Unit
Va tornar al Regne Unit al novembre de 1861 i durant l'hivern va vendre quatre-centes de les seves fotografies de l'Índia i la Xina a Henry Hering, un fotògraf de retrats londinenc, qui les va duplicar i va revendre. Quan es van posar a la venda per primera vegada es van oferir a 7 xílings cada imatge. La sèrie completa de fotografies de l'Índia va ser valorada en 54,8 £ i la de la Xina, en 37,8 £. Sabent que pel 1867, la renda per capita mitjana a Anglaterra i Gal·les era d'unes 32 £ per any, és possible fer-se una idea del preu de les fotografies.

## Japó

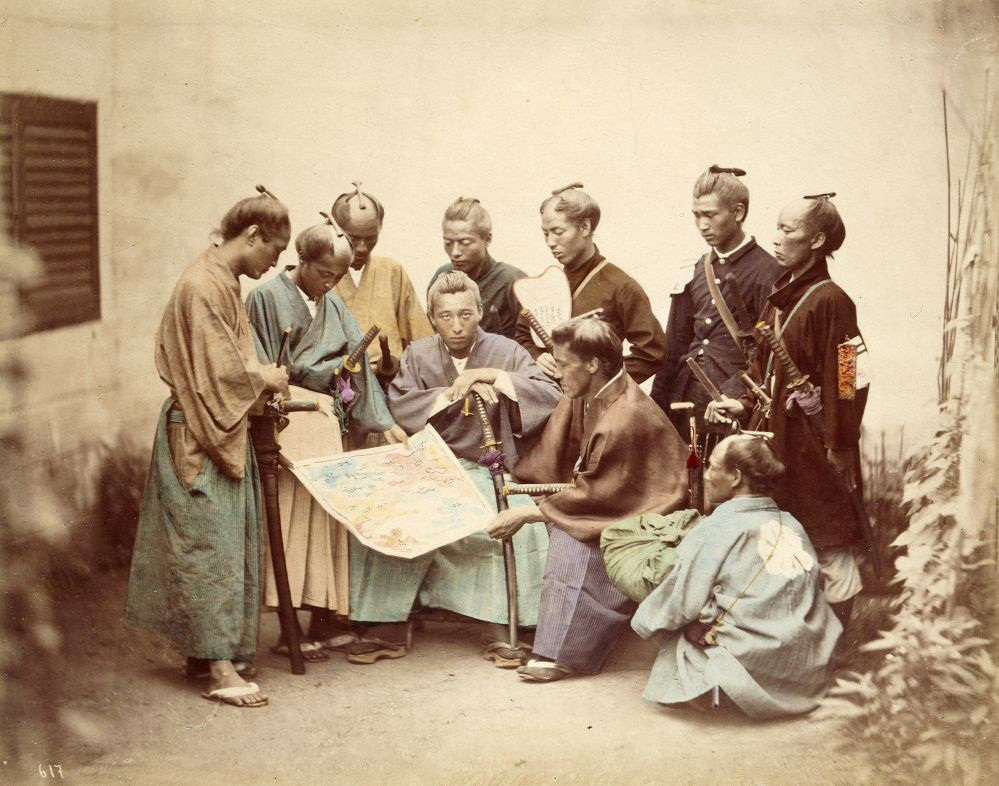
Samurais del clan Satsuma, durant el període de la guerra Boshin (1868-1869).

Cap a 1863, el fotògraf s'havia traslladat a Yokohama, Japó, unint-se a Charles Wirgman, que es trobava al país des de 1861. Els dos van formar una societat comercial nomenada Beato & Wirgman, Artists and Photographers, la qual es va mantenir entre els anys 1864 i 1867. Wirgman va produir novament il·lustracions derivades de fotografies preses per Felice, mentre que aquest va fotografiar alguns dels esbossos i treballs del primer. Les seves fotografies del Japó inclouen retrats, paisatges, vistes de ciutats i una sèrie d'imatges que documenten diferents llocs al llarg del Tōkaidō, aquesta última sèrie fa recordar les pintures ukiyo-e de Hiroshige i Hokusai. Aquesta era una època significativa per fotografiar al Japó perquè l'accés i moviments dels estrangers estava molt restringit pel Shogunat. Les seves fotografies es destaquen no solament per la seva alta qualitat, sinó també per la seva raresa com per exemple vistes fotogràfiques del període Edo.
El seu treball al Japó va ser una feina molt activa. El setembre del 1864, va ser el fotògraf oficial de l'expedició militar a Shimonoseki. A l'any següent va produir imatges de Nagasaki i els seus voltants. Des de 1866, va ser sovint caricaturitzat (no ofensivament) al Japan Punch, el qual havia estat fundat i era editat per Wirgman. A l'octubre de 1866, en un incendi que va destruir gran part de Yokohama, Beato va perdre el seu estudi i els seus negatius; va passar els dos anys següents treballant vigorosament per poder reemplaçar les pèrdues. El resultat va ser dos volums de fotografies: Native Types, el qual contenia 100 imatges, i Vistes del Japó, conformat per 98 paisatges i vistes de ciutats.

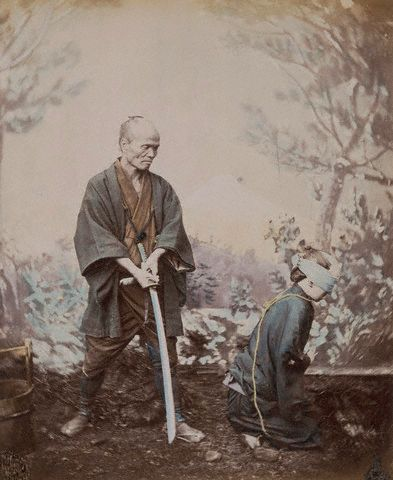
Fotografía d'una execucíó al Japó.

Moltes de les fotografies van ser acolorides a mà, una tècnica reeixidament aplicada en el seu estudi, que va traslladar les refinades habilitats de l'art japonès a l'aquarel·la i la impressió mitjançant segells de fusta a la fotografia europea. Des de 1869 a 1877, ja no estant més soci comercial de Wirgman, va tenir el seu propi estudi a Yokohama, el qual es deia F. Beato & Co., Photographers, amb un assistent, H. Woolett, quatre fotògrafs japonesos i quatre artistes de la mateixa nacionalitat.
L'any 1871, va servir com a fotògraf oficial en una expedició naval estatunidenca a Corea comandada per l'almirall Christopher Rodgers. Les seves imatges en aquesta expedició són les primeres fotografies confirmades d'aquell país i els seus habitants.
Al Japó, no va confinar les seves activitats a la fotografia, sinó que també va participar en diversos afers. Posseïa terres i diversos estudis, era assessor de propietats, tenia un interès financer al Gran Hotel de Yokohama, i era comerciant de catifes importades i bosses de dona, entre altres coses. Va aparèixer a la cort algunes vegades, participant com demandant, acusat i testimoni. El 6 d'agost de 1873 va ser designat Cònsol General de Grècia al Japó, un fet que possiblement recolza la idea de la qual era originari de l'illa de Corfú.
El 1877, va vendre la majoria del seu capital a la companyia Stillfried & Andersen, la qual es va instal·lar poc després en el seu estudi. Després de la mencionada venda, es va retirar aparentment de la fotografia durant alguns anys, concentrant-se a la seva carrera paral·lela com especulador financer i comerciant. El 29 de novembre de 1884 va deixar Japó amb destinació a Port Saïd, Egipte. Es va publicar en un diari japonès que havia perdut tot els seus diners al mercat de la plata de Yokohama.

## Darrers anys

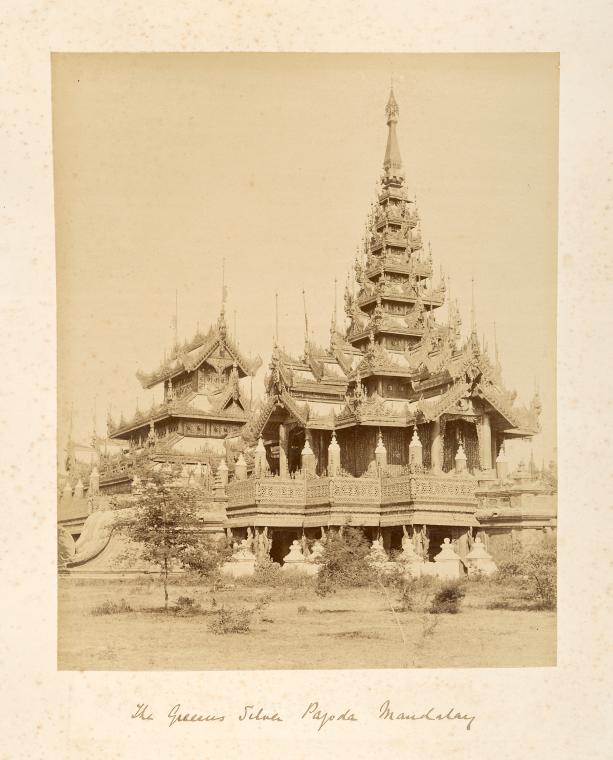
Pagoda de Plata de la Reina, Mandalay, c. 1889.

Des de 1884 a 1885, va ser el fotògraf oficial de les forces expedicionàries liderades pel Barócomp (posteriorment Vescomte) G. J. Wolseley a Khartum, el Sudan, en auxili del general Charles Gordon. Tal com se sap, cap de les fotografies que va prendre al Sudan va sobreviure.
De tornada a Anglaterra, el 1886, va fer classes en la London and Provincial Photographic Society sobre tècniques fotogràfiques. Per a 1888 estava fotografiant a l'Àsia novament, aquesta vegada a Birmània, on des de 1896 va dirigir un estudi, el The Photographic Studio, i també un comerç de mobles a Mandalay, amb una sucursal a Rangun. La informació sobre els seus últims anys és tan bàsica com la de la seva vida primerenca; potser (o potser no) hagi estat treballant després de 1899, però un juny de 1907 la seva empresa, F. Beato Ltd., va anar a liquidació i es diu que va morir poc després d'això.

## Beato i la fotografia
Les fotografies del segle xix sovint mostren les limitacions de la tecnologia utilitzada en aquella època. Així i tot, Beato va aconseguir treballar amb èxit superant aquestes limitacions. Va produir predominantment imatges utilitzant el procés de col·lodió humit i plaques de vidre. Més enllà de les consideracions estètiques, el llarg temps d'exposició necessari en aquest procés com a part d'un procediment poc senzill, va ser un estímul addicional que li va permetre enquadrar i situar les seves fotografies curosament. A part dels retrats, sovint fotografiava a gent dels llocs que visitava de tal manera que realçava els aspectes arquitectònics i topogràfics de les seves imatges; per un altre costat les persones –i d'altres objectes que es mouen– de vegades es desdibuixaven o desapareixien completament durant les llargues exposicions. Les mencionades imatges poc nítides eren comunes a les fotografies del segle xix.
Com d'altres fotògrafs comercials del segle xix, sovint feia còpies de les seves fotografies originals. La imatge original hauria estat subjectada a una superfície i després fotografiada, produint un segon negatiu del qual podrien obtenir-se còpies. Les agulles utilitzades per mantenir les fotografies subjectes en el seu lloc són de vegades visibles a les còpies. Malgrat les limitacions d'aquest mètode, incloent-hi la pèrdua de detalls i la degradació d'altres elements de la imatge, era una manera efectiva i econòmica de duplicar fotografies.
Beato va perfeccionar i va ser pioner a les tècniques d'acolorit a mà en fotografia i a la presa de panorames. Possiblement va començar a donar color a les seves fotografies segons el suggeriment de Wirgman o potser hagués vist imatges que havien estat acolorides amb aquest mètode per Charles Parker i William Parke Andrew. Fos quina fos la seva font d'inspiració, els seus paisatges acolorits són delicats i naturalistes, i els seus retrats acolorits, encara que amb tonalitats més fortes que els seus paisatges, també són excel·lents. Així com a les imatges amb color, també va treballar en una àmplia gamma de temes. Al llarg de la seva carrera, el seu treball va estar marcat per panorames espectaculars que va produir curosament en fer diverses exposicions contigües d'una escena, ajuntant posteriorment les imatges en una única impressió, creant d'aquesta manera vistes esteses. La versió completa del seu panorama de Pehtang comprèn nou fotografies unides de tal manera que les juntes es noten molt poc, en una longitud de més de 2,5 metres.

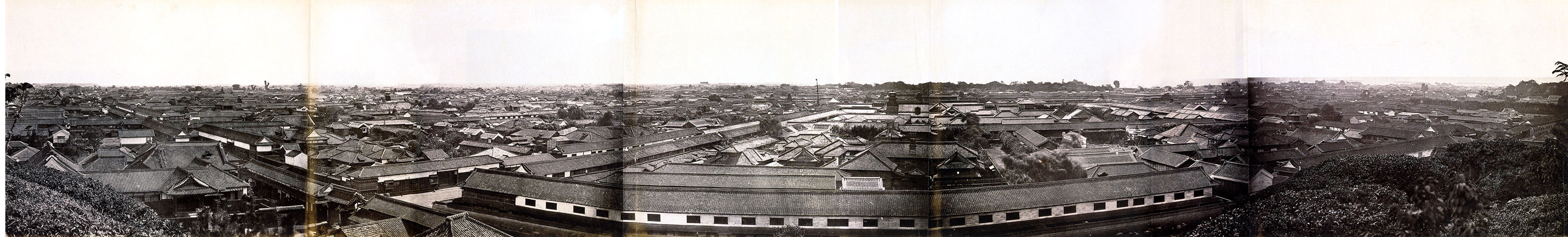
Panorama d'Edo (avui Toquio), 1865 o 1866. Cinc fotografies unides formant la vista panoràmica.

Mentre que les signatures que compartia amb el seu germà són font de confusió pel que fa a si atribuir-li unes certes fotografies a Felice o no, existeixen dificultats addicionals en aquesta tasca. Quan la companyia Stillfried & Andersen li va comprar la seva empresa, va seguir la pràctica comuna del segle xix entre els fotògrafs comercials de revendre, les fotografies produïdes per altres, sota el seu propi nom. Ells (i d'altres) van alterar les imatges adherint números, noms i d'altres inscripcions associades amb la seva casa comercial al negatiu, les fotografies o als marcs. Per a moltes de les imatges que no tenien color, Stillfried & Andersen va produir versions que sí que ho tenien. Tots aquests factors han causat que algunes de les fotografies de Beato hagin estat freqüentment atribuïdes a Stillfried & Andersen. Venturosament, el fotògraf hauria fet anotacions, ja sigui amb grafit o tinta, al revers de moltes de les seves fotografies. Encara després que les mencionades imatges fossin emmarcades, les notes es podien veure sovint a través del front de la imatge i ser llegides amb l'ús d'un mirall, i això ajudava la identificació del tema de la imatge, proveint de vegades dates. Les notes constitueixen un mètode d'identificació que ho confirmen com el creador de moltes imatges.